# مصفاة هواء

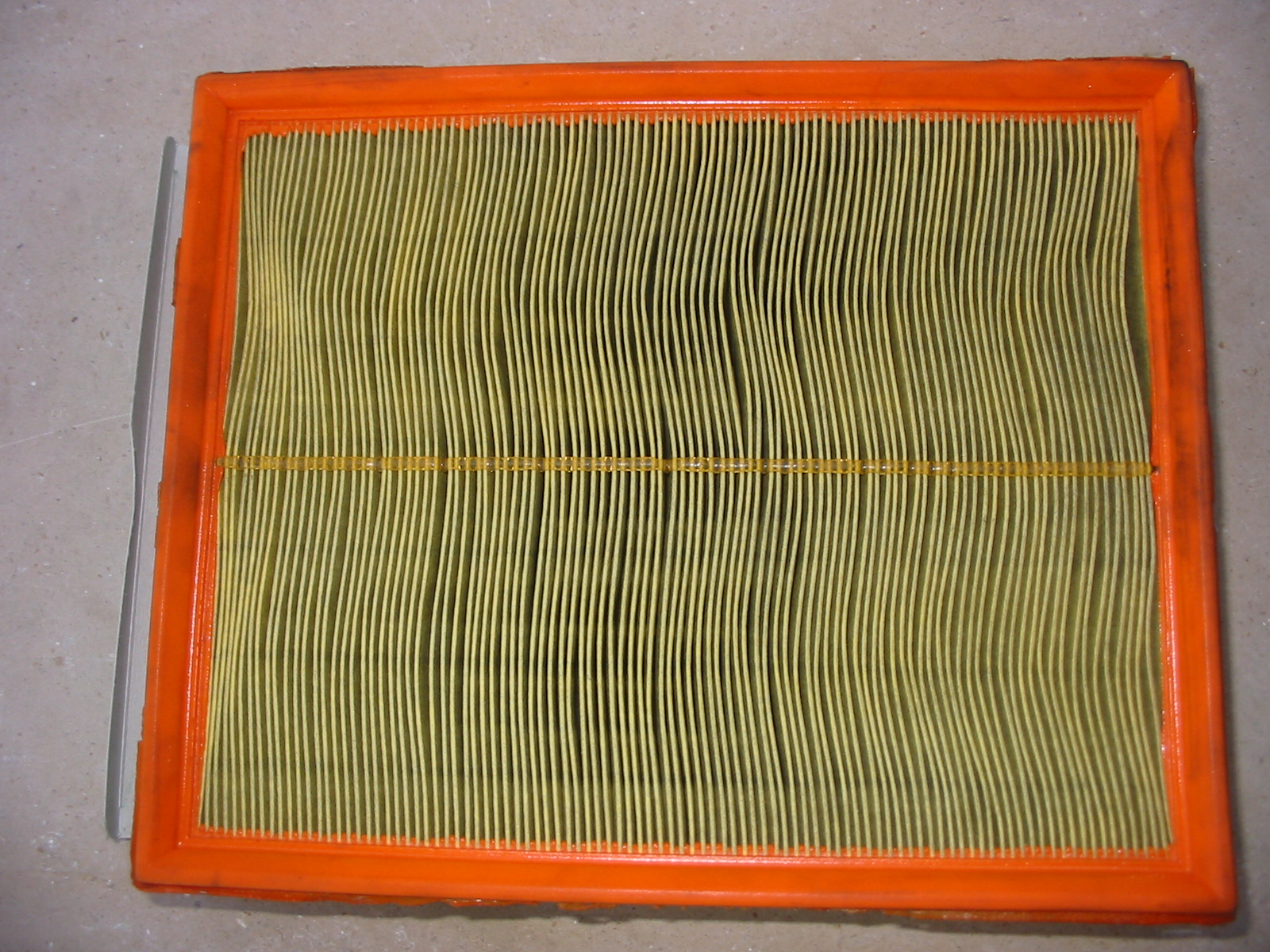
الجزء النظيف من مصفاة مستعملة

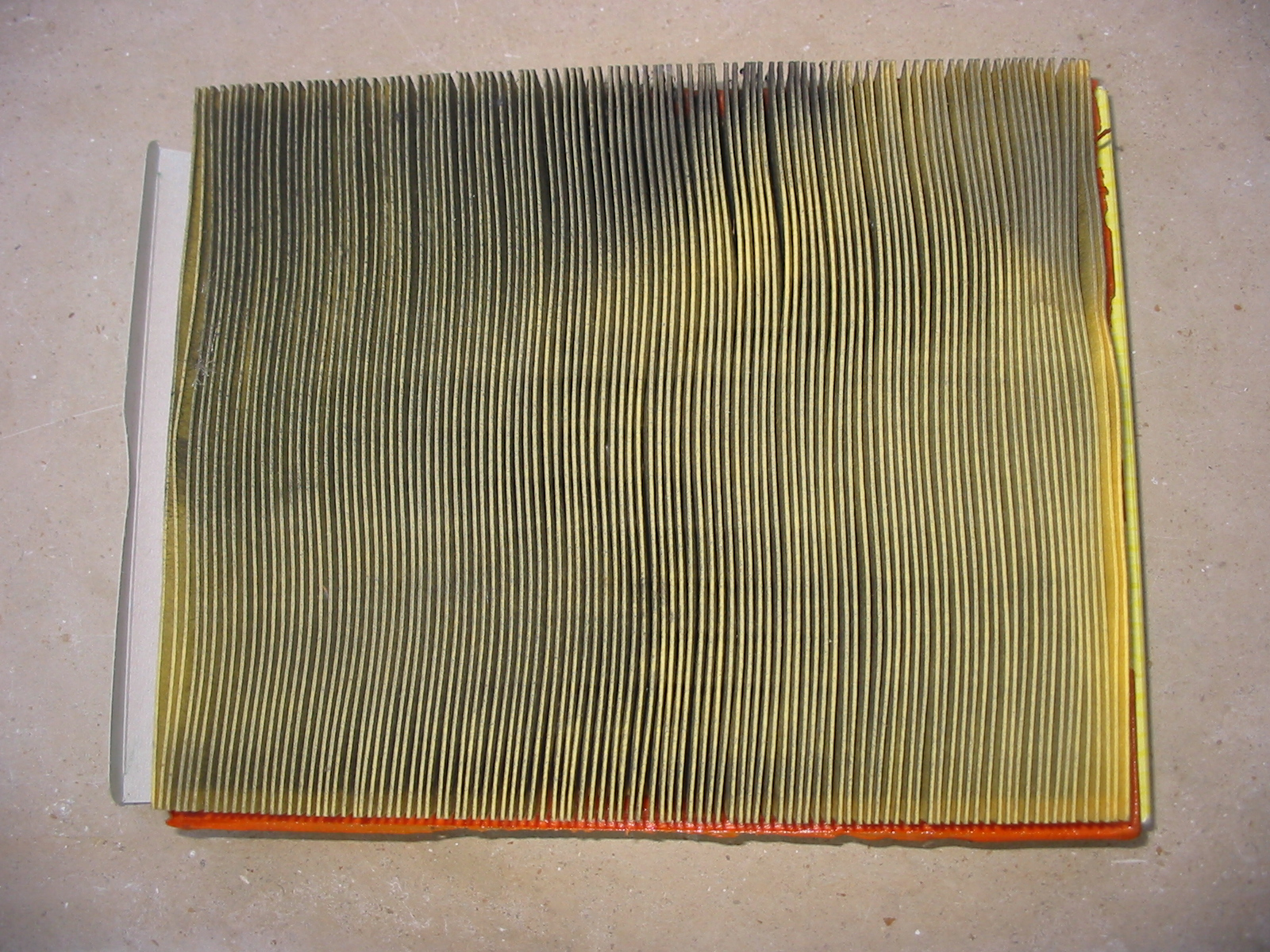
الجزء المتسخ من مصفاة مستعملة

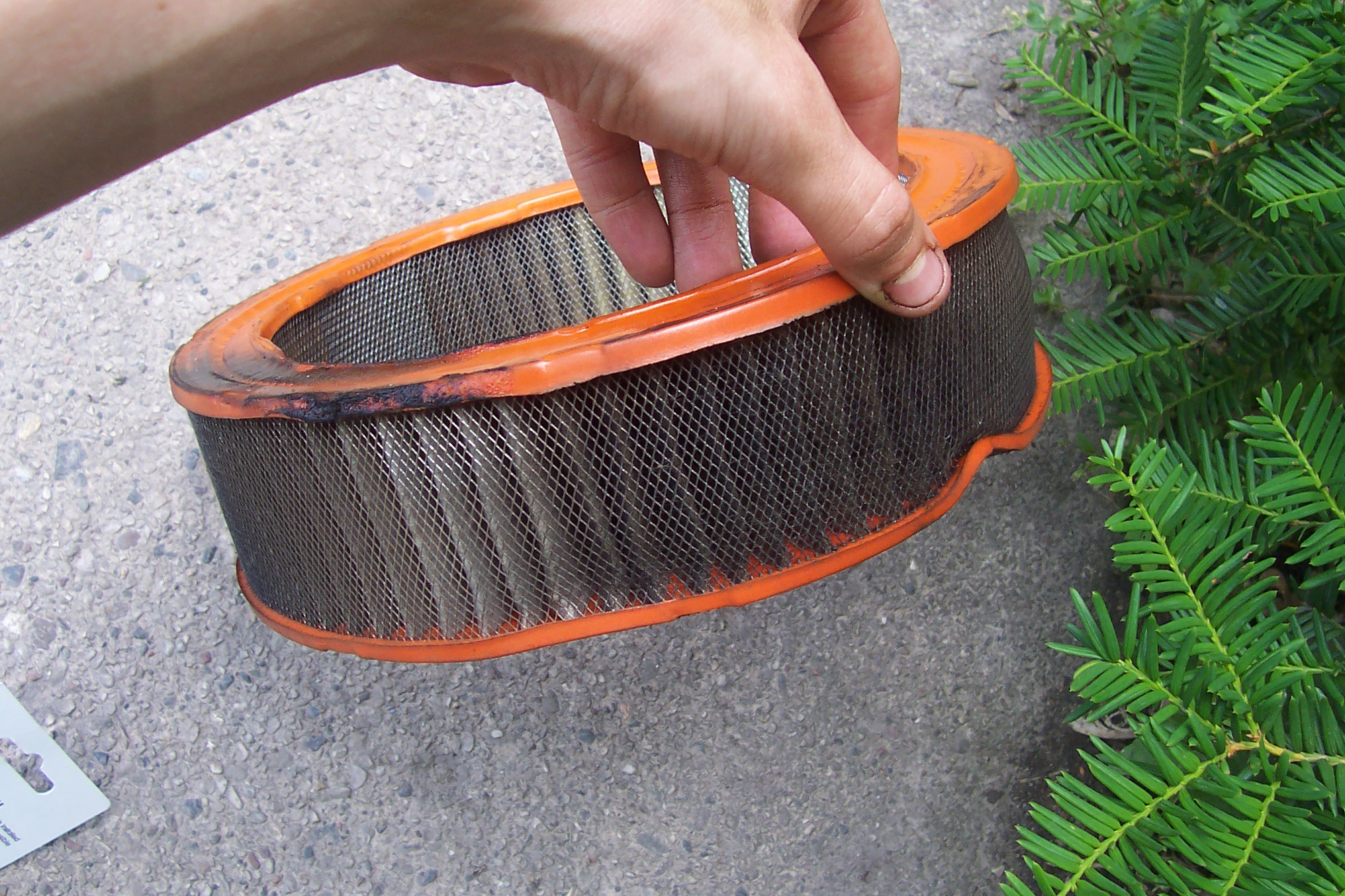
مصفاة عربة منغلقة بالغبار والأوساخ

مصفاة الهواء هي جهاز يتكون من مواد ليفية تزيل الجسيمات الصلبة مثل الغبار وحبوب اللقاح والعفن والبكتيريا من الهواء. تتكون مصفاة الهواء الكيميائية من مادة ماصة أو حافز لإزالة الملوثات المحمولة جوا مثل المركبات العضوية المتطايرة أو الأوزون. تستخدم مرشحات الهواء في التطبيقات حيث يجب توفر نوعية هواء جيدة، لا سيما في مجال بناء أنظمة التهوية والمحركات.
بعض المباني، وكذلك الطائرات وبيئات أخرى بشرية الصنع (على سبيل المثال، الأقمار الصناعية والمكوكات الفضائية) تستخدم الرغوة، الورق مطوي أو الألياف الزجاجية المنسوجة كعناصر للتصفية. أسلوب آخر، مؤينات الهواء، يستخدم الألياف أو العناصر مع شحنة كهربائية ساكنة، والتي تجذب ذرات الغبار. مآخذ الهواء في محركات الاحتراق الداخلي والضواغط تميل إلى استخدام أي كان الورق أو الرغوة أو القطن كمرشحات مع انخفاض في استعمال مرشحات حمام الزيت. تقنيات مرشحات الهواء من عنفات الغاز قد تحسنت كثيرا في السنوات الأخيرة، نتيجة للتحسينات في الديناميكا الهوائية وديناميات السائل من الجو الضاغط جزءا من توربينات الغاز.